# Namíbia nyelvei
Namíbiában – bár lakossága csekély – sok nyelvet beszélnek, amelyek több különböző nyelvcsaládba tartoznak: a germán, a bantu és a különböző koiszan nyelvcsoportokba. Amikor Namíbia Dél-Afrika fennhatósága alatt állt, az afrikaans, a német és az angol nyelv is hivatalos volt. Az ország 1990-es függetlenné válása után az angol lett az ország egyetlen hivatalos nyelve a namíbiai alkotmányban. A német és az afrikaans nyelvet a gyarmati múlt maradványainak bélyegezték, míg a Mandela ifjúsági liga felemelkedése és az 1951-es ellenállási kampány (defiance campaign) az angol nyelvet terjesztette el a tömegek körében, mint az apartheid elleni kampány nyelvét.

## Nyelvi demográfiai adatok

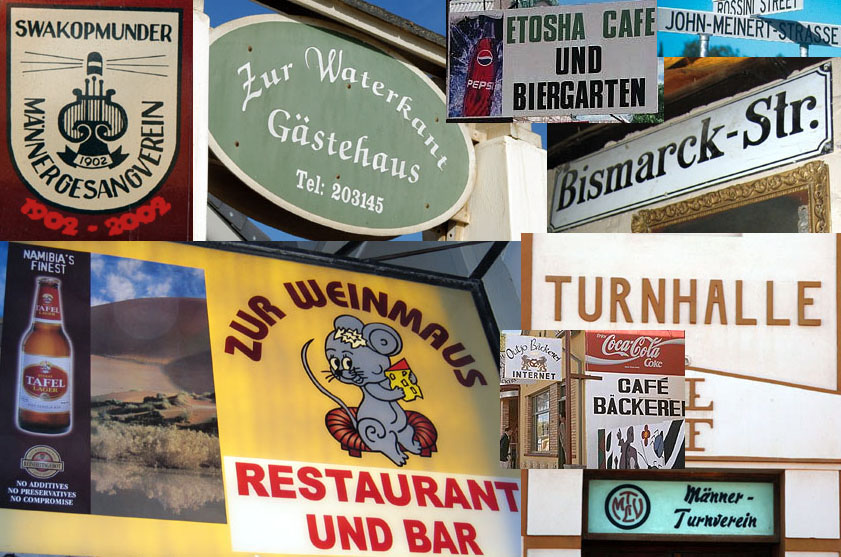
üzletek, utcanevek, táblák, újságok németül.

A legszélesebb körben beszélt nyelvek az ovambó nyelv (oshiwambo) és annak nyelvjárásai, amelyeket az ország lakosságának 49%-a használ a háztartásban, majd a nama nyelv (11%), afrikaans (10%), kavangó nyelvek (más néven rukwangali, 9%), hereró (más néven otjiherero, 9%) és a lozi nyelv (saját megnevezése silozi 4,71%). Egyéb nyelvek közé tartoznak a bantu nyelvek: a cvána, gciriku, fwe, kuhane, mbukushu és a yeyi; valamint a koiszan nyelvek: naro, ǃXóõ, kung-ekoka, ǂKxʼauǁʼein és a kxoe.
Az angol, amely az ország alkotmánya szerint az egyetlen hivatalos nyelv, csupán a lakosság 3,4%-ának anyanyelve.
2014-ben a teljes népesség 4–5%-a beszélt portugálul, akik többségében Angolából származtak. Bár az angolaiak száma Namíbiában 2014 és 2015 között a szomszédos ország gazdasági válságának hatására csökkent, 2024-ben még mindig körülbelül 100 000 ember beszélt portugálul Namíbiában, ami az ország lakosságának 3,3%-át teszi ki. A nyelvet ma már számos iskolában választható tantárgyként tanítják az országban.

Az őslakos nyelvek az általános iskolai tanterv részét képezik. A középiskolai oktatásban az angol a tanítási nyelv. Az angol az északi régióban, az afrikaans (namíbiai afrikaans) pedig az ország déli területein fontos közvetítőnyelv. Windhoek-ben mind az angol, mind az afrikaans széles körben elterjedt.

A koikoi nyelvek (khoekhoegowab) elterjedése
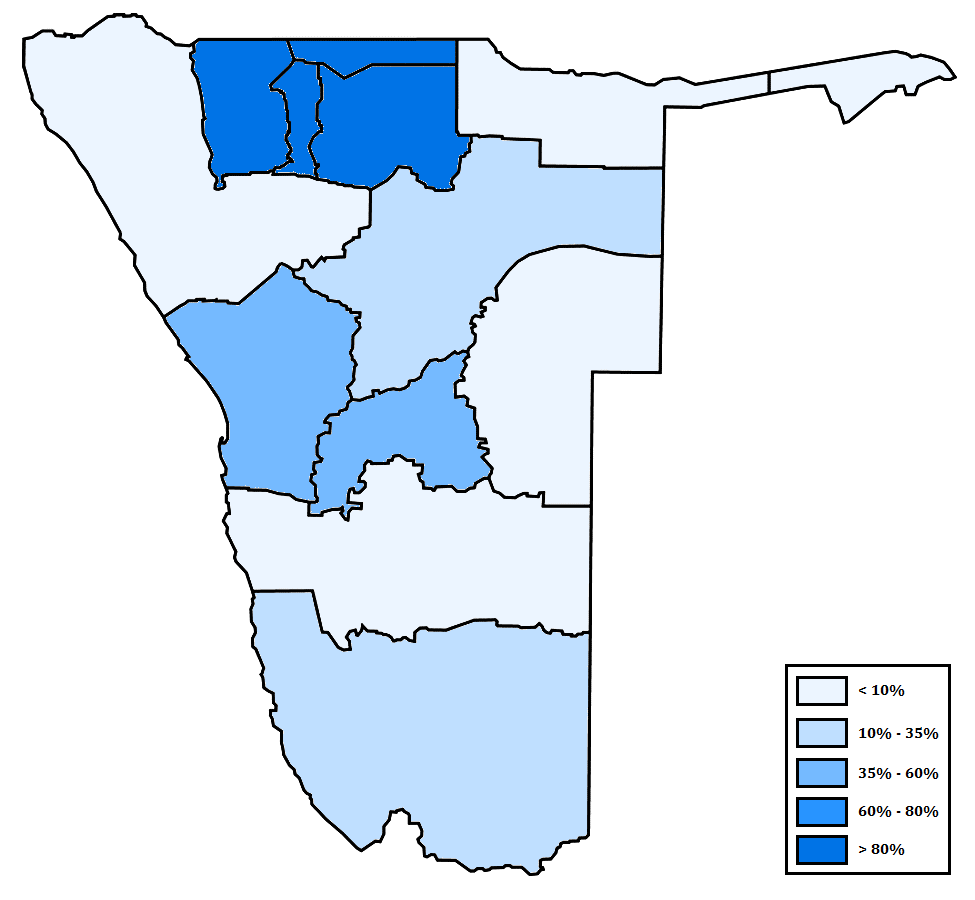
Az Ovambó nyelv (oshiwambo) elterjedése
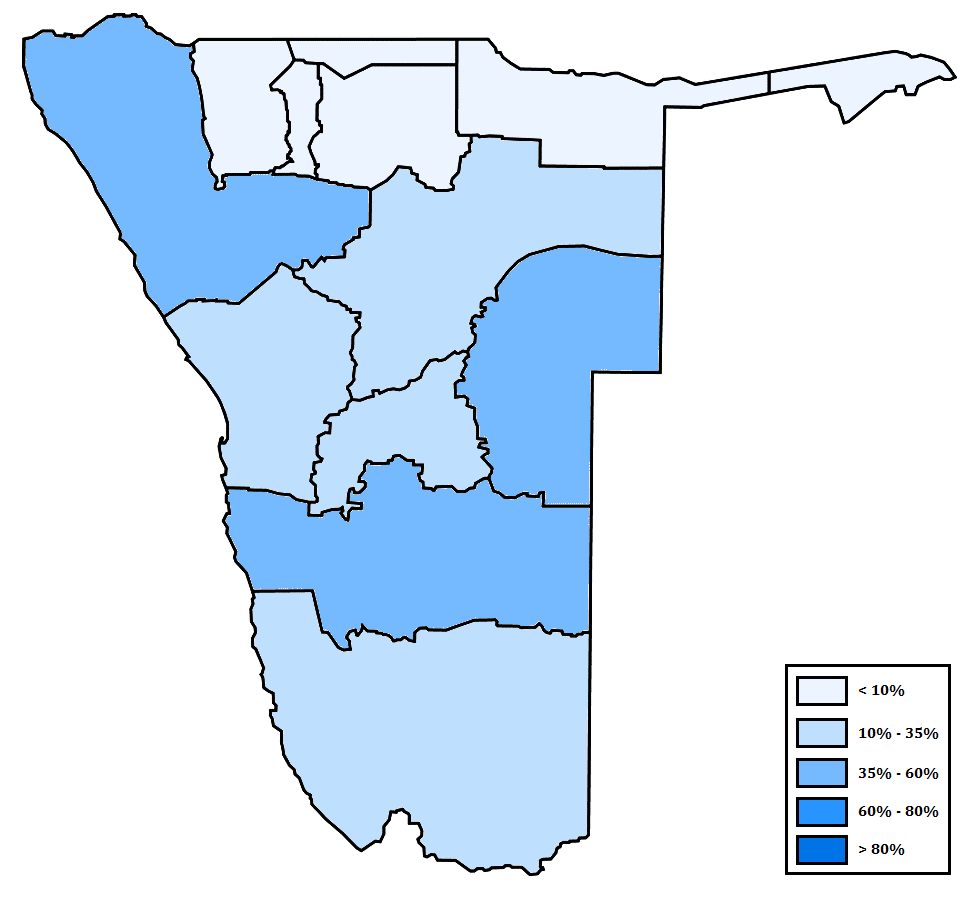
A nama nyelv (khoekhoegowab) elterjedése
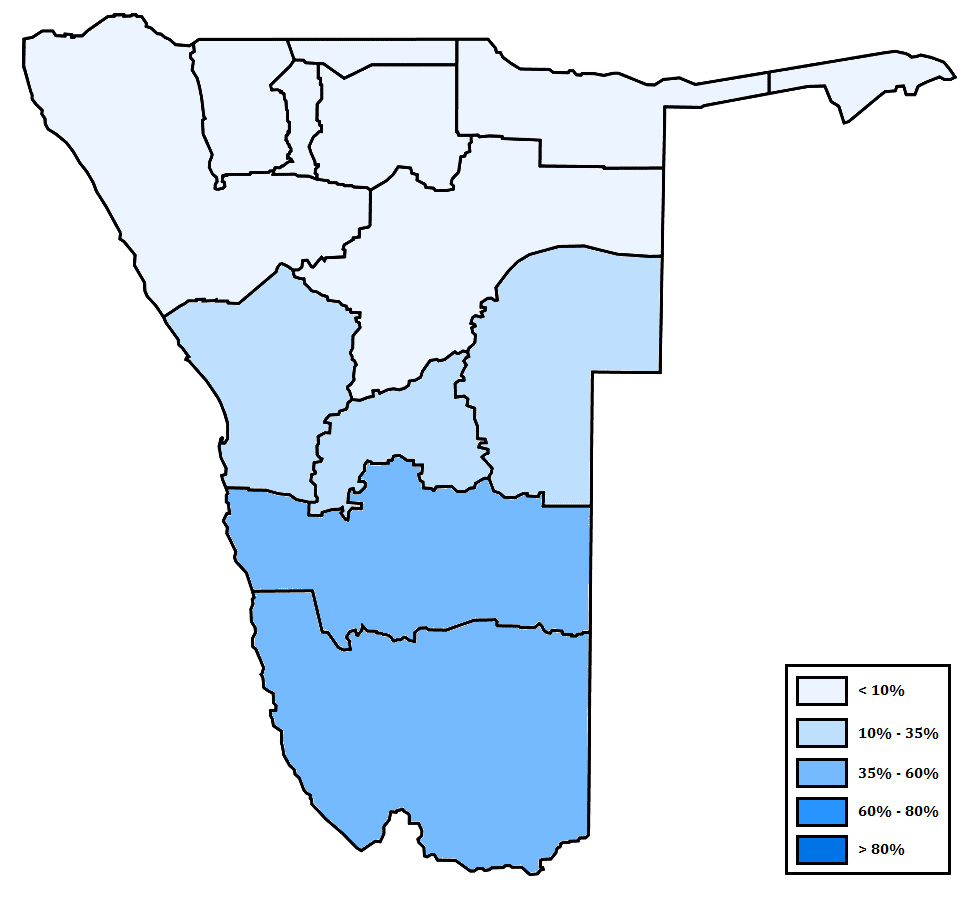
A namíbiai afrikaans nyelvjárás elterjedése

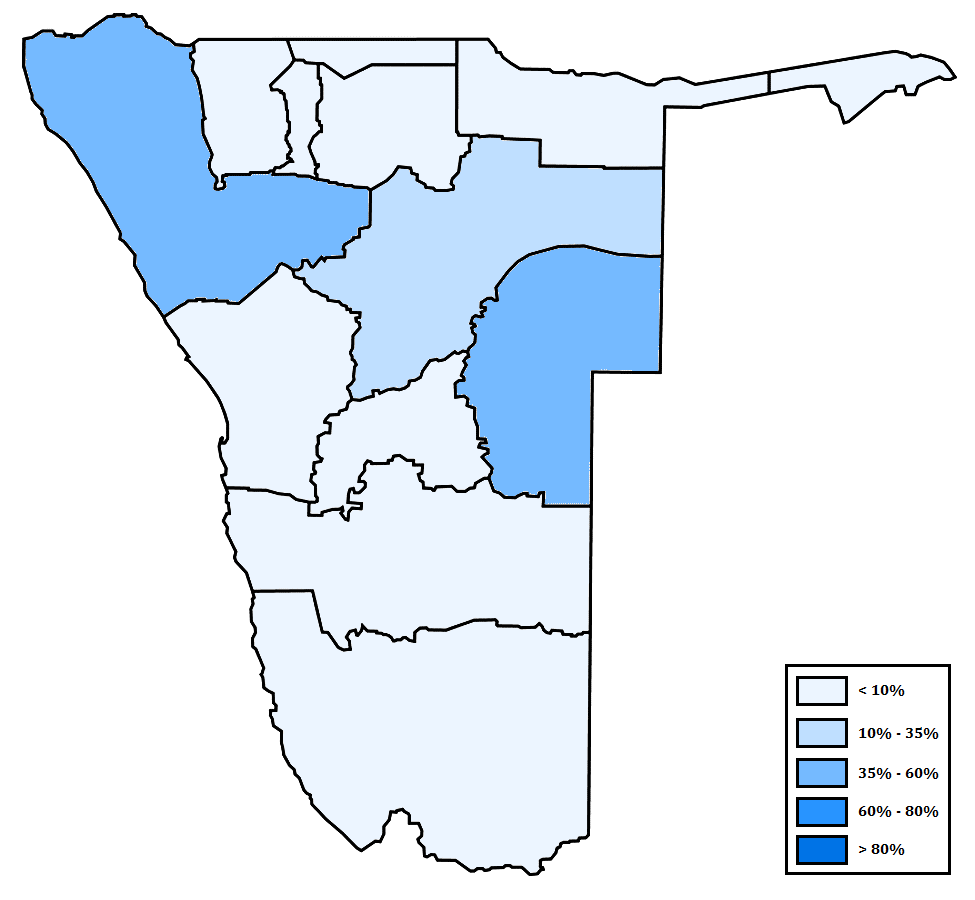
A hereró nyelv (otjiherero) elterjedése
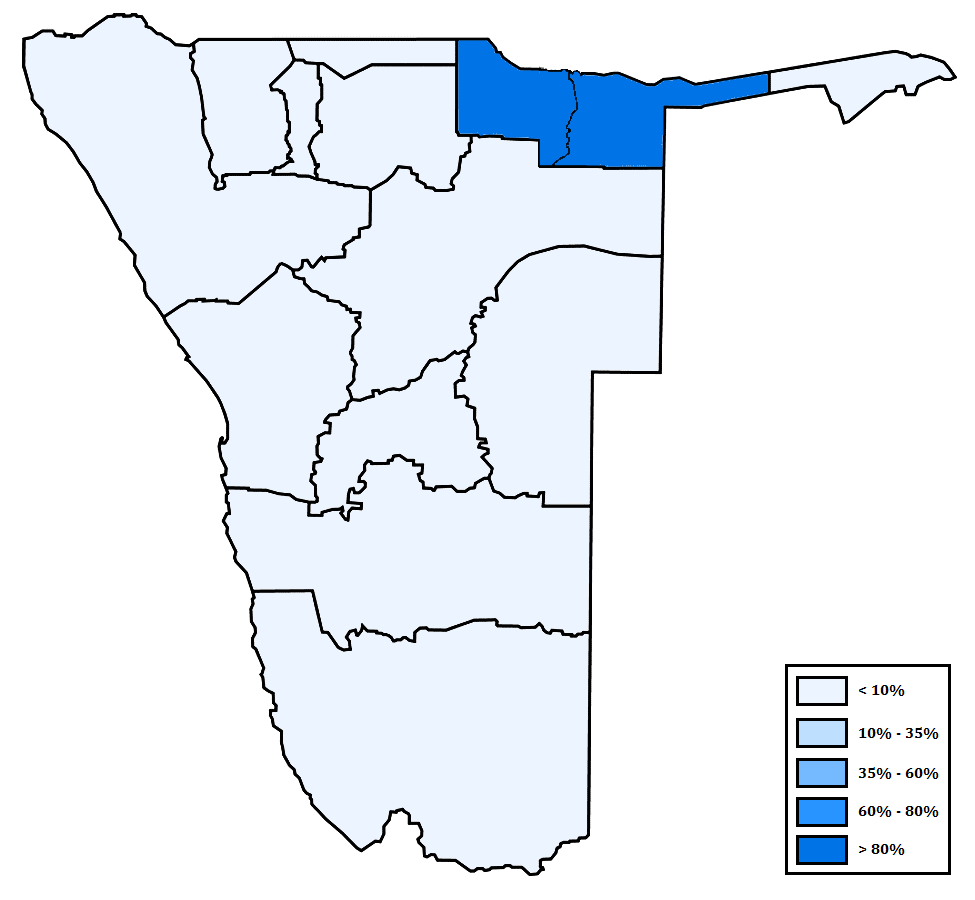
A kavangó nyelvek elterjedése
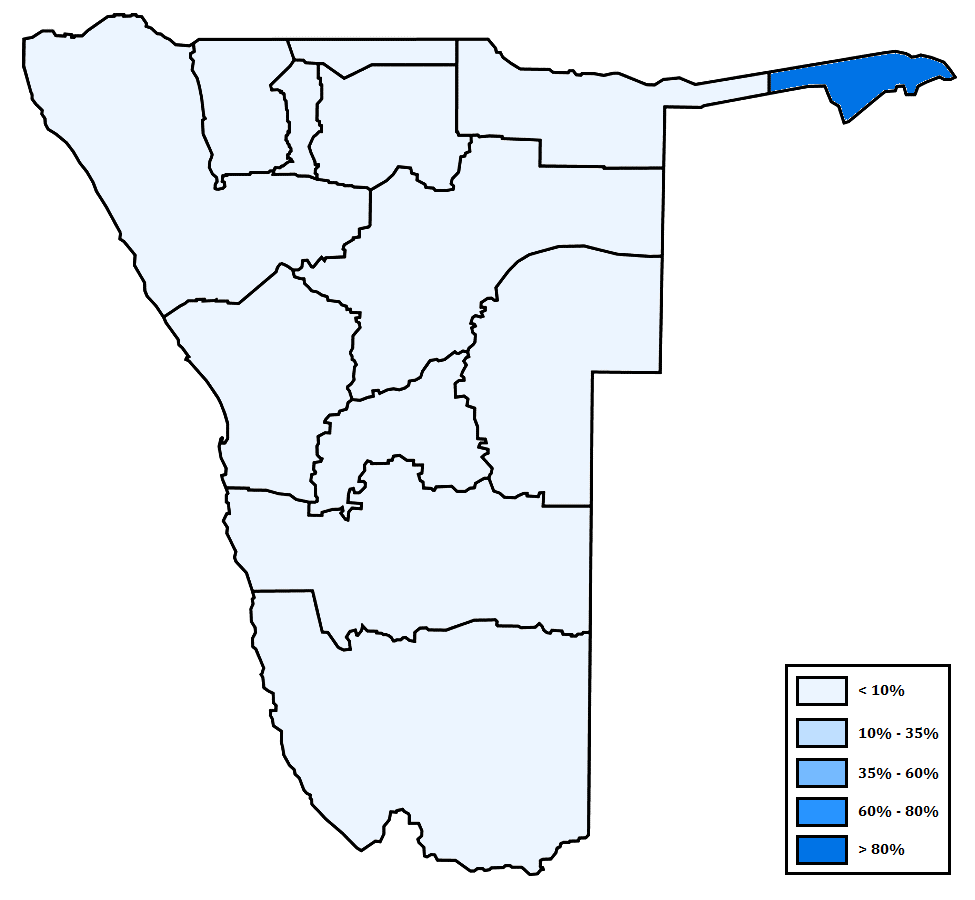
A lozi nyelv elterjedése

## A namíbiai háztartásokban leggyakrabban beszélt nyelvek
| Fő nyelv       | 2001 | 2011 |
| -------------- | ---- | ---- |
| Ovambó         | 48,5 | 48,9 |
| Koikoi nyelvek | 11.5 | 11.3 |
| afrikaans      | 11.4 | 10.4 |
| Hereró         | 7.9  | 8.6  |
| Kvangali       | 9.7  | 8.5  |
| Lozi           | 5.0  | 4.8  |
| angol          | 1.9  | 3.4  |
| német          | 1.1  | 0,9  |
| Szan nyelvek   | 1.2  | 0,8  |
| Más            | 1.8  | 2.4  |

Forrás: 2001-es népszámlálás és 2011-es népszámlálás.

## Fordítás
Ez a szócikk részben vagy egészben  a   Languages of Namibia című angol Wikipédia-szócikk ezen változatának fordításán alapul.  Az eredeti cikk szerkesztőit annak laptörténete sorolja fel. Ez a jelzés csupán a megfogalmazás eredetét és a szerzői jogokat jelzi, nem szolgál a cikkben szereplő információk forrásmegjelöléseként.